# Condylostylus imperialis
Condylostylus imperialis är en tvåvingeart som först beskrevs av Fabricius 1805.  Condylostylus imperialis ingår i släktet Condylostylus och familjen styltflugor. Inga underarter finns listade i Catalogue of Life.